# Niemyje Stare
Niemyje Stare – wieś w Polsce położona w województwie podlaskim, w powiecie bielskim, w gminie Rudka.
W latach 1975–1998 miejscowość administracyjnie należała do województwa białostockiego.
W 2011 roku miejscowość zamieszkiwało 81 osób.
Wierni kościoła rzymskokatolickiego należą do parafii Matki Bożej Królowej Polski w Niemyjach Nowych. W miejscowości znajduje się cmentarz rzymskokatolicki założony w 1950.